# Via de' Benci
Via de' Benci è una via del centro storico di Firenze. La via va dal quadrivio col ponte alle Grazie, il Lungarno delle Grazie e il Lungarno Diaz, fino a piazza Santa Croce e via Verdi. Lungo il suo tracciato si innestano: via Vincenzo Malenchini, via Mozza, via de' Vagellai, il corso dei Tintori, via de' Neri (canto degli Alberti), borgo Santa Croce, piazza Peruzzi (tramite l'omonimo arco) e, oramai giunti a piazza di Santa Croce, Borgo dei Greci.

## Storia

Via de' Benci durante l'alluvione del 1966

Il nome deriva dalla famiglia dei Benci, nobile e benestante, che tra il 1462 e il 1469 acquistarono in questa via i possedimenti degli Alberti. Anticamente la strada si chiamava infatti Corso degli Alberti, dal nome della famiglia che vi teneva la maggioranza degli edifici sul lato destro (con le spalle all'Arno) e alcuni su quello sinistro, dove invece erano frequenti le case dei Peruzzi. . La cerchia di mura del XII secolo correva più o meno lungo questa strada, tra la Porta ai Buoi (sbucante in Corso Tintori) e la Porta a San Simone (sbucante sulla piazza), ed era difesa da un fossato che originava anche, fuori dalla città, un'isoletta più o meno dove oggi si trovano piazza Santa Croce e la basilica. Il ricordo di tali strutture resta nella toponomastica locale, come la chiesa di San Jacopo tra i fossi. Questo stesso tratto di strada era chiamato anticamente "via del Fosso". Da tale conformazione deriva il livello altimetricamente molto basso della zona, tristemente noto durante le alluvioni: non a caso il proseguimento di questa strada, via Verdi, era anticamente chiamato via del Diluvio.
La piazzetta davanti a San Jacopo tra i Fossi e alla Torre degli Alberti, oggi abusivamente detto piazza delle Colonnine, si chiamò in passato "piazzuola di San Jacopo" o "piazza degli Alberti".
La strada è oggi sede di numerosi bar e locali notturni, frequentatissimi durante le ore notturne. Alcuni di questi hanno acquisito la qualifica di locale storico, come il Red Garter. Nelle recenti cronache la strada è stata, assieme a piazza Sant'Ambrogio, al centro di gravi attriti tra i residenti e gli esercizi commerciali a causa dei rumori notturni che, con l'intermediazione del Comune e delle autorità, hanno portato spesso a sequestri e chiusure degli esercizi, con i relativi strascichi polemici.

## Descrizione
La strada è tra le più ricche del centro di edifici storici e memorie: vista l'importanza degli edifici che prospettano sulla via, stona l'asfaltatura della strada (ultima stesura del manto nel luglio 2013), originariamente lastricata, che interrompe la continuità della visione dello scorcio urbano. Nonostante ciò e nonostante la presenza di spazi di sosta per autoveicoli lungo tutto il tracciato, la via mantiene un eccezionale valore storico e artistico, per la nobiltà e antichità dei palazzi che vi si affacciano e per le molte memorie conservate. Il flusso del traffico veicolare è dal ponte alle Grazie verso piazza Santa Croce, con la presenza di una porta a controllo telematico di accesso alla Z.T.L. all'altezza del museo Horne.

### Edifici
| Immagine | N°    | Nome                        | Descrizione |
| -------- | ----- | --------------------------- | --- |
|          | 1     | Palazzo Alberti Malenchini  | Venendo dal Ponte alle Grazie si incontra sulla sinistra il Palazzo Malenchini Alberti, ristrutturato nell'Ottocento in stile neorinascimentale. Poco resta della primitiva forma, quando fu abitato da Leon Battista Alberti, ma due targhe incassate nel bugnato vicino al portale su via de' Benci ricordano l'aspetto antico del palazzo nel 1400 e nel 1849, prima dei lavori di ristrutturazione. |
|          | 2     | Palazzo Bardi Tempi         | L'edificio presenta un ampio fronte sul Lungarno delle Grazie, organizzato su ben sette assi e sviluppato per tre piani più un mezzanino. Ancora più estesa la facciata che guarda su via de' Benci, con nove assi. Sicuramente si tratta di un edificio costruito inglobando strutture medioevali che, al pari degli altri che lo affiancano sul lungarno, si è poi sviluppato anche verso il fiume portando al progressivo restringimento dei suoi argini. Nel nostro caso, in particolare, nei sotterranei dell'edificio sono stati rinvenuti i resti del muraglione di sostegno eretto lungo l'Arno a partire dal 1287 su istanza dei frati minori di Santa Croce, a limitare i danni che il fiume produceva nella zona. Nel 1374 l'area risulta già di proprietà della famiglia Alberti, ed è da supporre che presto siano state qui costruite case al pari di quanto è accaduto per l'altro lato della via dove ora è il palazzo Alberti Malenchini. |
|          | 4     | Palazzo Fossi               | Il palazzo, per quanto di chiaro disegno ottocentesco, bene si inserisce per i riferimenti all'architettura rinascimentale nel contesto della via, e comunque è da considerare frutto di una ristrutturazione di costruzioni ben più antiche presenti nell'area, probabilmente legate alle stesse proprietà del contiguo palazzo Corsi Horne. Acquistato dalla famiglia Fossi nei primi decenni dell'Ottocento, è stato mantenuto da questa famiglia fino al 1909, quando è stato alienato e acquistato dal Sindacato Fiorentino di Assicurazione contro gli Infortuni sul lavoro. Nel 1933 è stato venduto alla Cassa Mutua fra le Aziende Agricole e Forestali per l'Assicurazione Contro gli Infortuni sul Lavoro, confluita nell'Inail nel 1943. |
|          | 5     | Palazzo Bardi alle Grazie   | L'edificio fu fatto erigere su preesistenze, probabilmente ad opera di Filippo Brunelleschi, attorno al 1430 dalla famiglia dei banchieri Busini: è quindi evidente la sua grande importanza nel testimoniare, circa quindici anni prima della costruzione di palazzo Medici di via Larga ad opera di Michelozzo, il definirsi della tipologia del palazzo rinascimentale in un momento di significativa crescita urbana promossa dai ceti dirigenti del tempo. Passato di proprietà ai Bardi nel 1483 fu poco dopo completato, forse con il concorso di Giuliano da Maiano, chiudendo le grandi aperture sul fronte che davano accesso a vari locali adibiti a botteghe (una successione di fornici è ancora apprezzabile su via Malenchini e due permangono su via de' Vagellai). Estintasi la linea diretta della famiglia ai primi dell'Ottocento, l'edificio passò ai Bardi Serzelli, che l'hanno abitato fino al 1954, anno della morte del conte Alberto. Successivamente affittato alla Provincia di Firenze, è stato da questa scelto negli anni settanta per ospitare il III Liceo Scientifico statale. A partire dal 1990 circa, oramai liberato dalla presenza della scuola e acquistato da una società immobiliare, è stato interessato da un complesso cantiere finalizzato al recupero della fabbrica e alla suddivisione in appartamenti dei grandi ambienti interni, conclusosi nel 2007. |
|          | 5r    | Casa Rossi                  | La casa, situata in prossimità di quella che era la porta a' Buoi della seconda cerchia di mura comunali, gode di una invidiabile posizione che l'apre alla luce e alla veduta del corso dei Tintori: l'ubicazione lascia intendere quanto antica possa essere la primitiva fondazione, di cui tuttavia non sembra rimanere oggi nessuna traccia. Segnata sul fronte che guarda a via de' Benci da un ampio balcone, si presenta infatti come di pretto gusto ottocentesco. La soprelevazione del quarto piano e la costruzione del volume sopra al tetto, con l'ampia finestratura, sono ascrivibili al periodo 1832-1849, quando l'edificio era proprietà della famiglia Rossi. |
|          | 6     | Museo Horne                 | L'angolo con il corso dei Tintori è occupato dal palazzo Corsi, sede del Museo Horne, appartenuto anche agli Alberti. Fu scelto dall'antiquario inglese Herbert Percy Horne per sistemarvi la sua straordinaria collezione che ricrea una casa fiorentina del Rinascimento, completa del mobilio e delle suppellettili quotidiane. Lasciato in eredità al Comune di Firenze oggi è un museo pubblico. |
|          | 7-9   | Chiesa Evangelica Metodista | L'antica "San Jacopo tra i fossi", aveva un toponimo che ricordava come le case degli Alberti fossero anticamente circondate da un vero e proprio fossato, prima che questa zona fosse inclusa nelle mura cittadine. |
|          | 8     | Palazzo Mancini             | La possente fabbrica, voluta da Benedetto degli Alberti e già terminata nella sua originaria configurazione nel 1378, è da considerare, tra le molte proprietà della famiglia nella zona, quella "di maggior visibilità per collocazione, estensione e disegno architettonico" (Brenda Preyer). Della sua antica storia bene documentano la muratura a conci del piano terreno e i poderosi pilastri di pietra forte del cortile, propri dell'architettura fiorentina trecentesca, mentre per il resto i fronti mostrano chiari segni degli interventi successivi, evidenziando le molteplici sovrapposizioni che nei secoli hanno ridisegnato gli affacci. Dagli Alberti la proprietà passò, nel corso del tempo, ai Rossi, ai Conti di San Secondo, ai Barbolani da Montauto e ai Mancini. Tra Settecento e Ottocento furono apportate significative modifiche agli interni, con notevoli decorazioni pittoriche tra le quali è da segnalare una ampia galleria affrescata. All'Ottocento risale anche la costruzione della loggia sul tetto, con affacci verso borgo Santa Croce e verso corso dei Tintori. |
|          | 10    | Torre degli Alberti         | La torre, evidentemente scapitozzata, si erge in prossimità della linea dove correvano le mura cittadine del secondo cerchio (1172-1175), a segnare una zona della città caratterizzata dalla presenza di molte proprietà della famiglia Alberti, alla quale è riconducibile anche la costruzione di questa fabbrica, voluta negli ultimi anni del XIII secolo da Alberto, Lapo e Neri degli Alberti del Giudice da Catenaia. Ancora degli Alberti nel 1759, quando un documento la cita come in pessime condizioni appigionata a un maniscalco, passò successivamente, come molte altre proprietà del casato, ai Mori Ubaldini Alberti, che sicuramente ne erano proprietari nel 1843. Al piano della strada è caratterizzata da una piccola tettoia sostenuta da due colonnine che nei capitelli hanno il tema araldico degli Alberti, cioè le catene incrociate. Su Borgo Santa Croce si trova una porta laterale della torre, oggi murata. |
|          | 10    | Palazzo Alberti             | L'edificio si sviluppa a lato della torre degli Alberti, ed è nuovamente da identificare con una delle proprietà che la famiglia aveva lungo questo fronte della via, originariamente la principale nel suo essere segnata dalla presenza della torre stessa. Probabilmente fondato attorno alla metà del XIII secolo, il palazzo fu con ogni probabilità ricostruito entro la prima metà del secolo successivo (più precisamente entro il 1334, stando alle ricerche di Mario Tasso) per risarcirlo dei danni provocati dai ghibellini nel periodo 1260-1266. Presenta al piano terreno un paramento regolare di conci in pietra forte sul quale si aprono quattro grandi fornici e una porta di più modeste dimensioni. I due piani superiori, intonacati, mostrano quattro ordini di finestre allineate su ricorsi in pietra. |
|          | 12    | Casa Alberti                | Di antico impianto, l'edificio costituisce una porzione dell'ininterrotta successione di proprietà che gli Alberti dal XIII secolo avevano su questo lato della via e, secondo una suggestiva ipotesi, una frazione di un unico grande palazzo che terminava, verso l'Arno, con la torre della famiglia. D'altra parte è evidente la continuità del nostro con gli altri edifici della strada, grazie alla successione delle grandi arcate medioevali del piano terreno in pietra forte a vista (quattro per quanto riguarda questa porzione), caratteristiche di una soluzione di unificazione ambientale propria del Trecento. Nell'Ottocento questa porzione subì una serie di interventi che ne modificarono in modo rilevante gli interni, con la soprelevazione di un piano (1832-1849) e la realizzazione, tra l'altro, dell'attuale ingresso e della bella scala triangolare che ancora collega i vari piani dell'edificio. Ai primi del Novecento si deve il rialzamento di un ulteriore piano e modifiche alla parte più alta della facciata, con conseguente modifica della posizione delle finestre. Nel corso del Novecento le cure della proprietà sono state relative e aggravate dai danni dell'alluvione del 1966: le fotografie degli anni settanta e ottanta mostrano l'edificio in precarie condizioni di conservazione (e un'intimazione del Comune di Firenze del 1971 per il restauro della facciata ne è la conferma), e questo fino al 1991, quando il fronte è stato restaurato e definito nei termini attuali. Dal maggio 1940 la facciata, l'ingresso (con la sua cancellata in ferro) e la scala sono stati sottoposti a vincolo architettonico. |
|          | 15    | Palazzo                     | Il palazzo, in angolo con la chiesa evangelica e affacciato sull'antistante piazzetta, non ha caratteristiche architettoniche di rilievo. Si eleva quattro piani e mostra un'origine antica e vari rimaneggiamenti nell'irregolarità della composizione di volumi e apertire. Alla cantonata, sul lato opposto della torre degli Alberti, mostra uno stemma Peruzzi ben conservato, a dimostrare come tutto questo lato della strada, da prima dell'Arco dei Peruzzi fino a palazzo Mari, fosse appartenuto in antico a tale famiglia. |
|          | 16    | Palazzo de' Benci           | Posto davanti all'arco dei Peruzzi, l'edificio era un'ulteriore porzione della grande proprietà che gli Alberti del Giudice avevano su questo lato della via, acquistata tra il 1462 e il 1469 dai Benci, che originariamente avevano le proprie case al di là del ponte alle Grazie. Al prestigio di questa proprietà si deve la titolazione della strada e, benché non si conoscano le forme assunte dal palazzo nel Quattrocento, la fama del luogo, segnalato dalla letteratura essenzialmente per la tradizione che vuole che Leonardo da Vinci dipingesse qui il famoso Ritratto di Ginevra de' Benci, ora alla National Gallery di Washington, e l'Adorazione dei Magi degli Uffizi, che in effetti lo stesso Giorgio Vasari dice presente "in casa d'Amerigo Benci dirimpetto alla loggia dei Peruzzi". L'edificio attuale è in realtà una reinterpretazione ottocentesca dell'architettura fiorentina rinascimentale, voluta dalla famiglia Fossi che a questa data ne era divenuta proprietaria, e che sfrutta un primo piano riconducibile all'originario edificio trecentesco. |
|          | 17    | Palazzo Peruzzi-Lotti       | L'edificio, attualmente sviluppato su via de' Benci su quattro piani per cinque assi, è stato radicalmente ridisegnato sul fronte nella prima metà dell'Ottocento e soprelevato di due piani (1832-1849) ma, al terreno, mostra ampie tracce del paramento in pietra forte rustica tre quattrocentesco, sul quale, in corrispondenza del canto con la volta de' Peruzzi, è un grande scudo con l'arme di questa famiglia, con sotto un ferro da cavallo a M. Un altro scudo in tutto simile e altri ferri da cavallo sono sotto la volta e verso la piazza interna. Erano qui infatti alcune delle molte proprietà della potente consorteria dei Peruzzi, con gli ambienti aperti su via de' Benci segnati dai fornici e che la letteratura indica come in antico adibiti ad opifici di tintoria. Attorno al 1930 l'intera proprietà passò alla famiglia Lotti. Certo è che le origini della grande fabbrica sono da far risalire al tardo Duecento: è infatti del 1286 la notizia che informa di come Pacino d'Arnolfo Peruzzi e i suoi fratelli avessero acquistato per sé e per lo zio Filippo un tratto delle mura vecchie (1172-1175) che dalla chiesa di San Jacopo andavano verso piazza Santa Croce, e sulle quali negli anni successivi avevano eretto il grande edificio. |
|          | s.n.  | Arco dei Peruzzi            | L'arco è di pertinenza delle vicine case già della famiglia Peruzzi, che attorno all'attigua piazza Peruzzi aveva il fulcro dei suoi possedimenti. Attorno al 1930 l'intera proprietà passò alla famiglia Lotti. Certo è che le origini della grande fabbrica sono da far risalire al tardo Duecento: è infatti del 1286 la notizia che informa di come Pacino d'Arnolfo Peruzzi e i suoi fratelli avessero acquistato per sé e per lo zio Filippo un tratto delle mura vecchie (1172-1175) che dalla chiesa di San Jacopo andavano verso piazza Santa Croce, e sulle quali negli anni successivi avevano eretto il grande edificio. |
|          | 19-21 | Palazzo Caccia Peruzzi      | Il palazzo presenta al piano terreno grandi e solide arcate trecentesche: i piani superiori indicano invece quanto è risultato dagli ampliamenti e dalle risistemazioni successive condotte tra Ottocento e primo Novecento. Originariamente l'edificio, come indica la continuità degli archi, era tutt'uno con quello al numero civico 23, a costituire una fabbrica di grande estensione di proprietà dei Peruzzi, che arrivava a definire il primo tratto di borgo de' Greci e che inglobava una porzione dell'antico anfiteatro romano. Acquistati a più riprese a partire dal 1286 i tratti delle vecchie mura (1172-1175) che qui insistevano, i Peruzzi procedettero a comprare il terreno esterno alle fortificazioni nel 1313 e quindi a erigere l'edificio a partire dall'aprile 1317 per concluderlo nel dicembre 1319. I catasti della seconda metà del Seicento documentano la proprietà (numeri civici 19-23) come ancora integra, di modo che dalla volta de' Peruzzi fino all'angolo di piazza Santa Croce tutto ricadeva tra gli averi di Bindo Peruzzi detto Bindo Secondo, figlio di Giovanni di Bernardo. |
|          | 32r   | Casa Fossi                  | L'edificio è una dipendenza del palazzo Benci al quale si addossa: in quanto originariamente destinato a locali di servizio, non presenta elementi architettonici di particolare interesse, pur mostrando forme e disegno complessivo che rimandano al XVII secolo. Il fronte si presenta scandito su quattro livelli da fasce marcadavanzale, con il piano terra caratterizzato da una grande apertura ad arco ribassato con cornice in pietra, probabile antico ingresso carraio del palazzo. Su ciascuno degli altri piani vi sono due aperture anch'esse incorniciate. La facciata è intonacata. |
|          | 36r   | Casa Mellini Fossi          | La costruzione, di quattro piani su due assi, è una dipendenza del palazzo Mellini Fossi al quale si addossa e, in quanto destinata a locali di servizio, non presenta sul fronte elementi architettonici di particolare interesse. Si segnalano, nel locale al terreno adibito ad attività commerciale, porzioni a vista dell'originaria muratura medioevale. |
|          | 20-22 | Palazzo Mellini-Fossi       | In questa zona (come per altro lungo tutto il lato orientale di via de' Benci) sono documentate nel Trecento numerose case di proprietà degli Alberti. Nel 1456 Francesco di Altobianco degli Alberti vendette l'edificio prossimo alla piazza di Santa Croce a Duccio Mellini, appartenente a una ricca famiglia di banchieri e mercanti originaria di Vicchio, che fin dagli anni ottanta del Trecento avevano partecipato attivamente alla vita politica della Repubblica. Tra la fine del Quattrocento e i primi del Cinquecento fu costruito l'attuale palazzo per volontà di Noferi di Duccio: per quanto una tradizione lo voglia su progetto di Michelangelo Buonarroti (negli interni un vano scale affiancato da due porte con un elaborato sistema di cornici in pietra serena mostrerebbe in effetti una certa analogia con un disegno dell'artista), presenta forme che rimandano sostanzialmente alle coeve architetture di Simone del Pollaiolo detto il Cronaca e di Baccio d'Agnolo. Completato verso il 1575 per volere di Domenico di Marco Mellini, modificando parzialmente il precedente impianto, il palazzo è stato successivamente proprietà di varie famiglie, fino a che è stato acquistato nel 1890 dal marchese Federico Fossi. Caratterizzato da una tipica panca di via e da un'ampia gronda alla fiorentina, l'edificio s'impone per l'estesa decorazione pittorica della facciata, eseguita intorno al 1575 dal non altrimenti noto pittore olandese Giovanni Stalf su cartoni di Cecchino Salviati. |
|          | 23    | Palazzo Mari                | Posto sull'angolo di borgo de' Greci, l'edificio costituiva originariamente un'unica fabbrica con il palazzo oggi segnato dai numeri 19-21, come indica la continuità degli archi trecenteschi del piano terreno. Una lapide sulla facciata, posta dal Comune di Firenze nel 1898, ricorda come qui avesse avuto casa e studio il giureconsulto e patriota Adriano Mari. Sull'angolo di borgo de' Greci ricorre, oramai del tutto abraso, lo stemma dei Peruzzi. |
|          | 24    | Palazzo Bartolini Baldelli  | L'edificio gode di una posizione privilegiata, determinando con la sua ampia mole l'angolo tra via de' Benci e piazza Santa Croce. Già di proprietà della famiglia Peruzzi, è stato nel corso del tempo, tra gli altri, dei Ricci, dei Guardi e dei Ginori. Eretto su preesistenze trecentesche, per quanto lo si possa far risalire nella sua configurazione di palazzo al Cinquecento, mostra attualmente i caratteri conferitegli da un radicale intervento di ripristino diretto dall'architetto Niccolò Matas nel 1826 su commissione di Giovanni Ginori. Un complesso intervento di restauro condotto tra il 1952 e il 1953 su progetto dell'architetto Emilio Dori ha riportato in evidenza su ambedue i lati i fornici già tamponati e altri elementi dell'antica struttura basamentale in pietra forte. |

### Lapidi
Sul palazzo Malenchini Alberti due lapidi incise mostrano l'aspetto del palazzo nel 1400 e nel 1849:

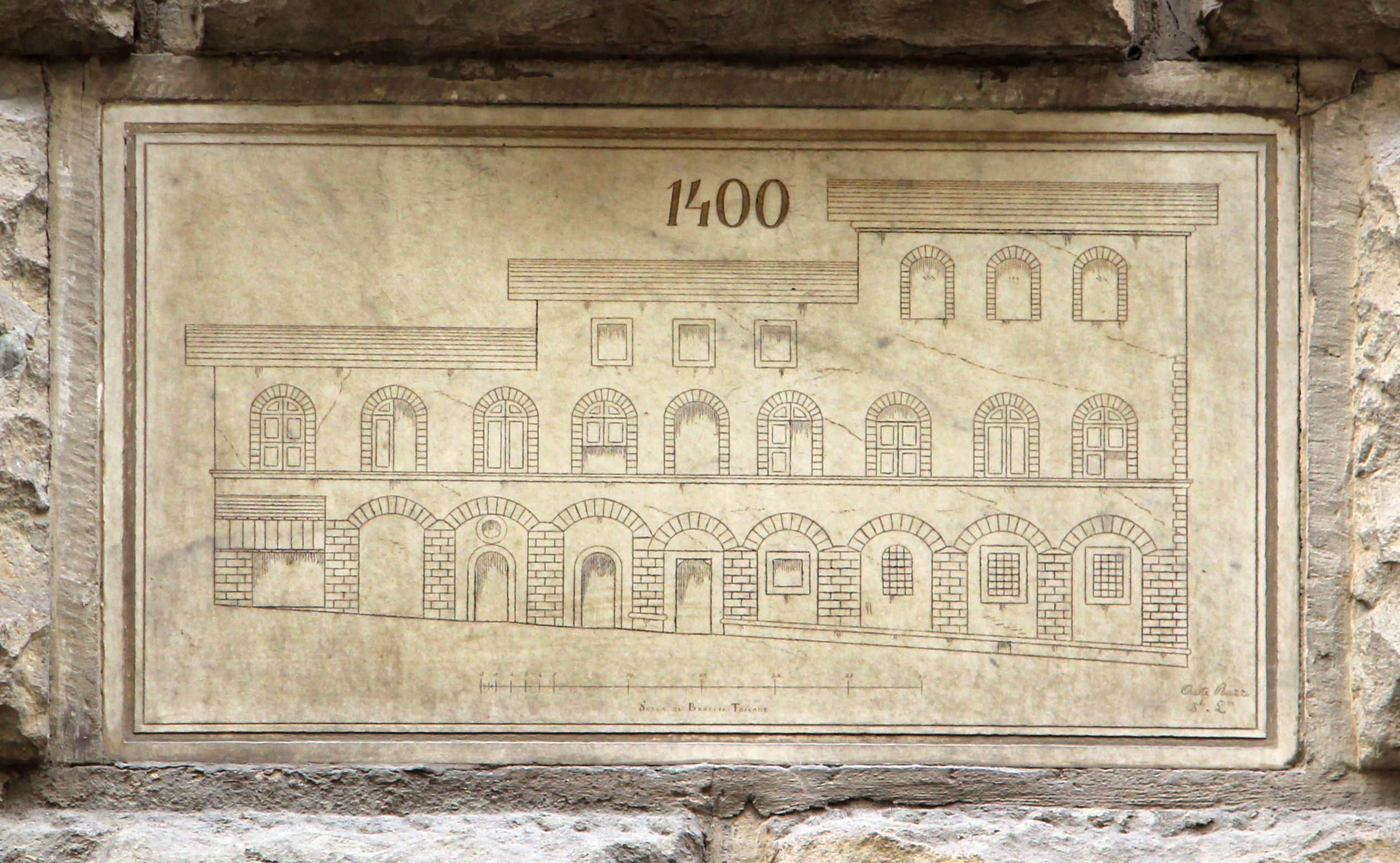
1400
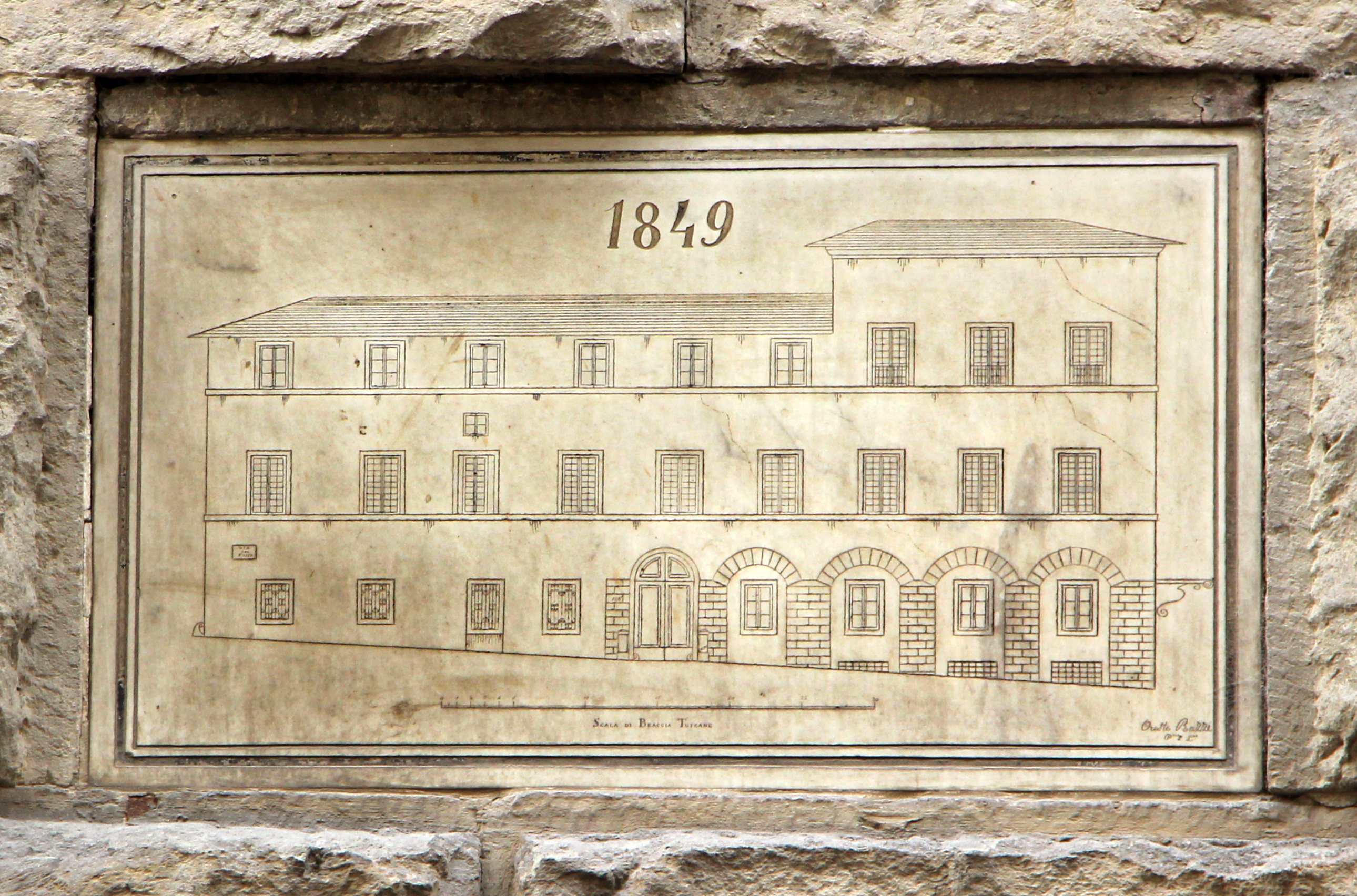
1849

Un'altra targa si trova sul palazzo Busini-Bardi e ricorda la nascita della Camerata de' Bardi:
| IN QUESTA CASA DEI BARDI VISSE GIOVANNI CONTE DI VERNIO CHE AL VALOR MILITARE MOSTRATO NEGLI ASSEDI DI SIENA E DI MALTA CONGIUNSE LO STUDIO DELLE SCIENZE E L'AMOR DELLE LETTERE COLTIVÒ LA POESIA E LA MUSICA E ACCOLSE E FU L'ANIMA DI QUELLA CELEBRE CAMERATA LA QUALE INTESA A RIPORTARE L'ARTE MUSICALE IMBARBARITA DALLE STRANEZZE FIAMMINGHE ALLA SUBLIMITÀ DELLA GRECA MELOPEA DI CUI SCRISSERO GLI STORICI DELL'ANTICA CIVILTÀ APRÌ LA VIA GIÀ CHIUSA DA SECOLI AL RECITATIVO CANTATO E ALLA MELODIA E CON LA RIFORMA DEL MELODRAMMA FU LA CUNA DELL'ARTE MODERNA N. MDXXXII - M. MDCXII |

Un'ultima targa si trova sul palazzo in angolo con Borgo dei Greci e ricorda il giureconsulto e patriota Adriano Mari:
| ADRIANO MARI GIURECONSULTO E ORATORE COOPERÒ TRA I PRIMI CON FERVORE ASSENNATO AL PATRIO RISORGIMENTO TENNE DEGNAMENTE ALTI UFFICI NEL COMUNE NELLA PROVINCIA NELLO STATO MINISTRO GUARDASIGILLI QUATTRO VOLTE PRESIDENTE DELLA CAMERA ELETTIVA SERBÒ L'ANTICA SEMPLICITÀ DEL COSTUME L'INTEGRITÀ ESEMPLARE DELLA VITA L'IMPAVIDA SALDEZZA DEI PROPOSITI A LUI CHE IN FRANGENTE SUPREMO LA SUA FIRENZE A VISO APERTO DIFESE CON VITTORIOSA ELOQUENZA IL COMUNE RICONOSCENTE DOVE EBBE LA CASA E LO STUDIO Q · M · P · IL XXVII APRILE DELL'ANNO M. DCCC. LXXXXVIII XI DALLA SUA MORTE |